# Phasmasaurus tillieri
Espèce
Synonymes
- Leiolopisma tillieri Ineich & Sadlier, 1991
- Lioscincus tillieri Ineich & Sadlier, 1991

Statut de conservation UICN

 NT  : Quasi menacé
Phasmasaurus tillieri est une espèce de sauriens de la famille des Scincidae.

## Répartition
Cette espèce est endémique de la province Sud en Nouvelle-Calédonie.

## Étymologie
Cette espèce est nommée en l'honneur de Simon Tillier.

## Publication originale
- Ineich & Sadlier, 1991 : A new species of scincid lizard from New Caledonia, South Pacific Ocean (Reptilia: Lacertilia: Scincidae). Mémoires du Muséum National d'Histoire Naturelle, Série A Zoologie, vol. 149, p. 343-348.